# 프랑스의 코뮌

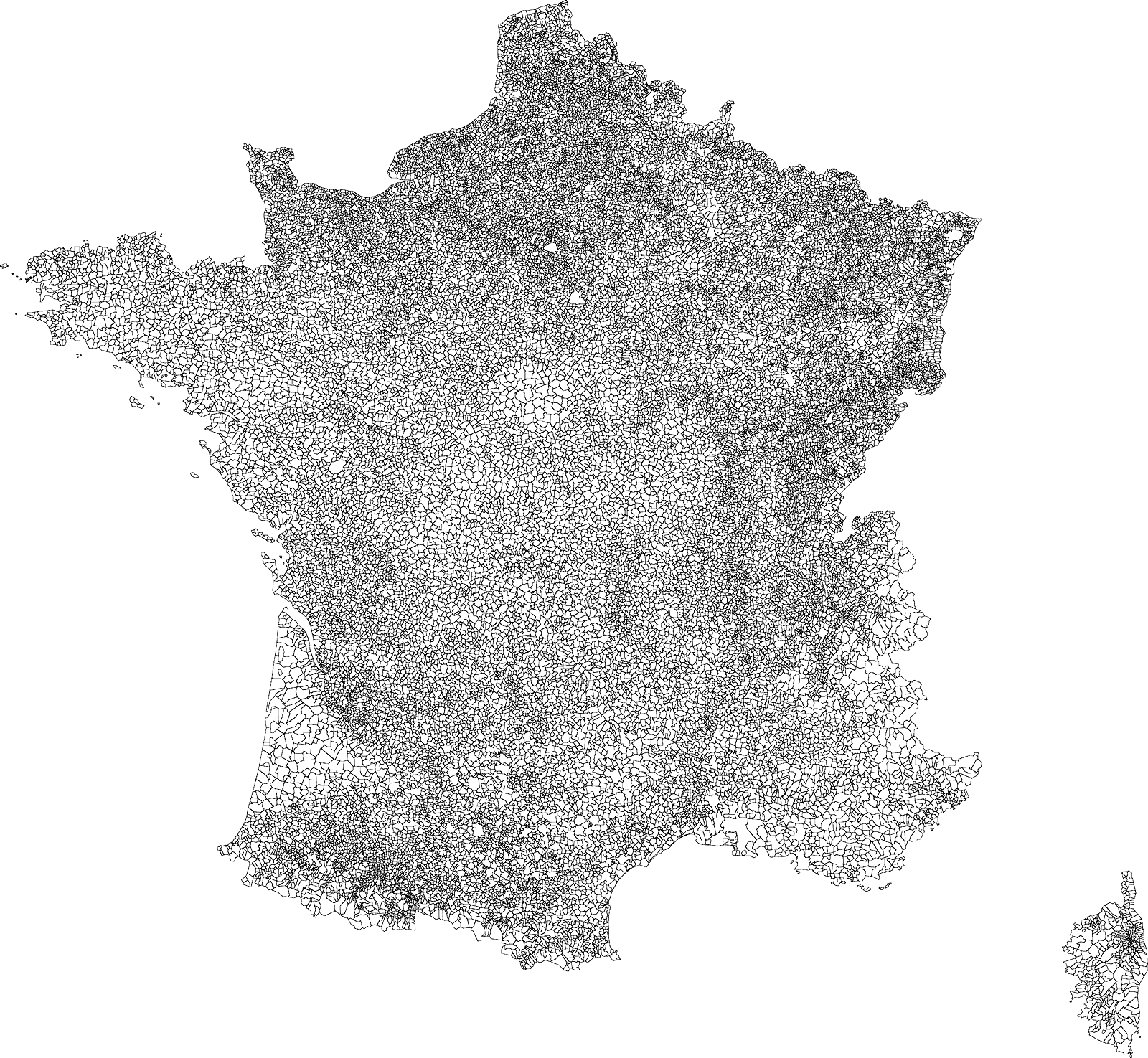
프랑스의 모든 코뮌들을 나타낸 지도.

코뮌(commune)은 프랑스의 최하위 행정 구역이다. 프랑스 낱말 commune은 12세기에 "공동 생활을 함께 나누는 사람들의 작은 모임"을 뜻하는 중세 라틴어 communia에 처음 나타났다. 더 거슬러 올라가 라틴어 communis는 함께 모인다는 것을 뜻한다.
프랑스의 코뮌은 미국의 자치체, 스위스·독일의 게마인덴과 거의 유사하며, 최하위 행정구역 단위로서는 대체로 대한민국의 읍·면·리의 위치로 볼 수 있으나, 파리가 하나의 거대한 코뮌으로 취급되고 그 밑에 시급 아롱디스망 (대한민국의 구)를 둔다는 예외가 있어 정확히 일치하지는 않는다. 한편 이웃 나라 영국과는 어느 행정구역 단위와 딱 맞아 떨어지는 동의어가 없으며 지방 행정구와 비대도시권 의회 사이의 지위라고 할 수 있다.
프랑스의 코뮌은 파리시와 같이 200만의 거주자가 있는 도시일 수 있고, 10,000명이 사는 마을이 될 수 있고 겨우 10명이 사는 촌락일 수 있다. 뫼즈주의 6개 코뮌은 베르됭 전투에서 완전히 파괴된 후 재건되지 않은 채 행정구역을 존치시켰기 때문에 주민이 없다.

## 통계

### 인구

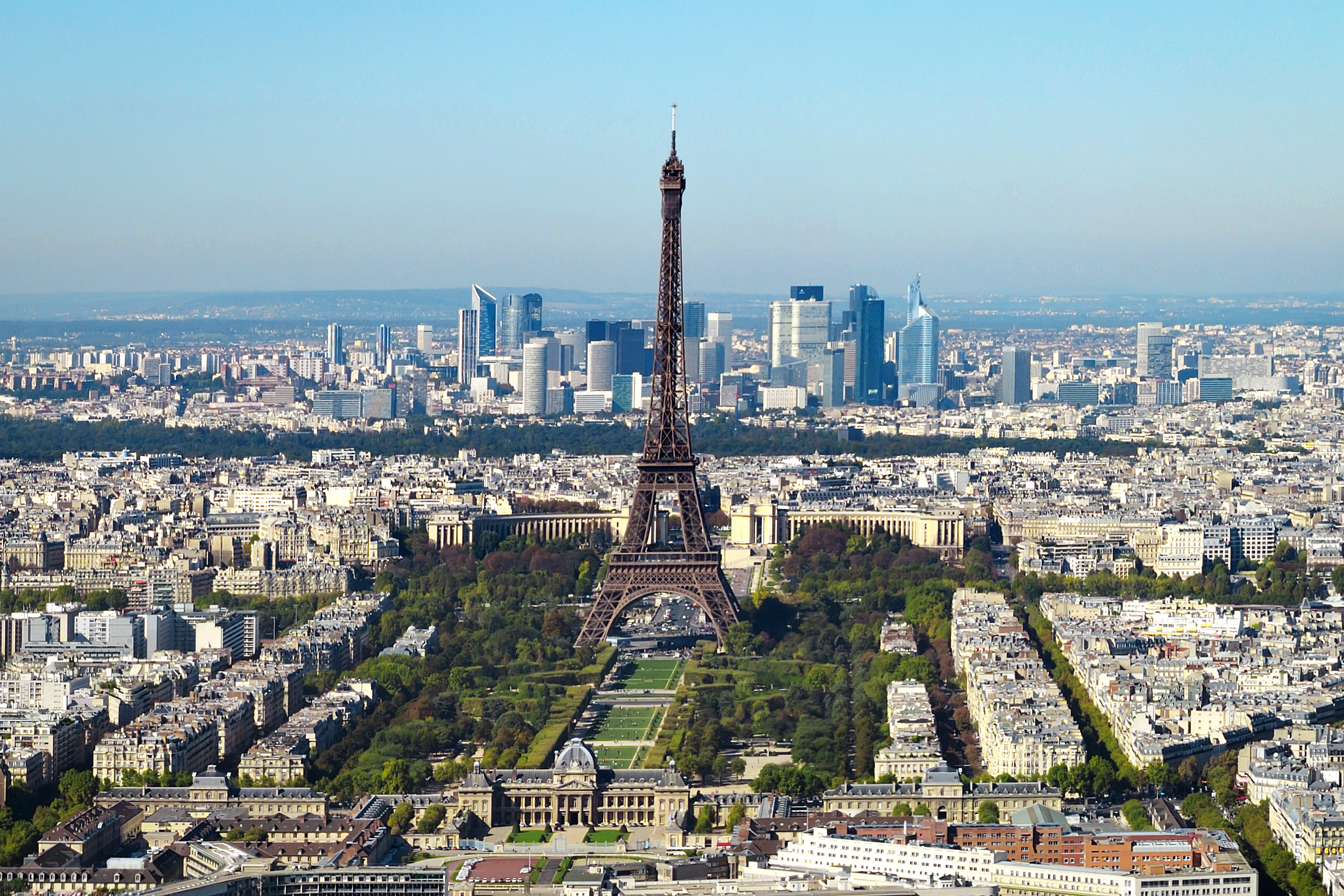
파리 (인구 2,187,000명)

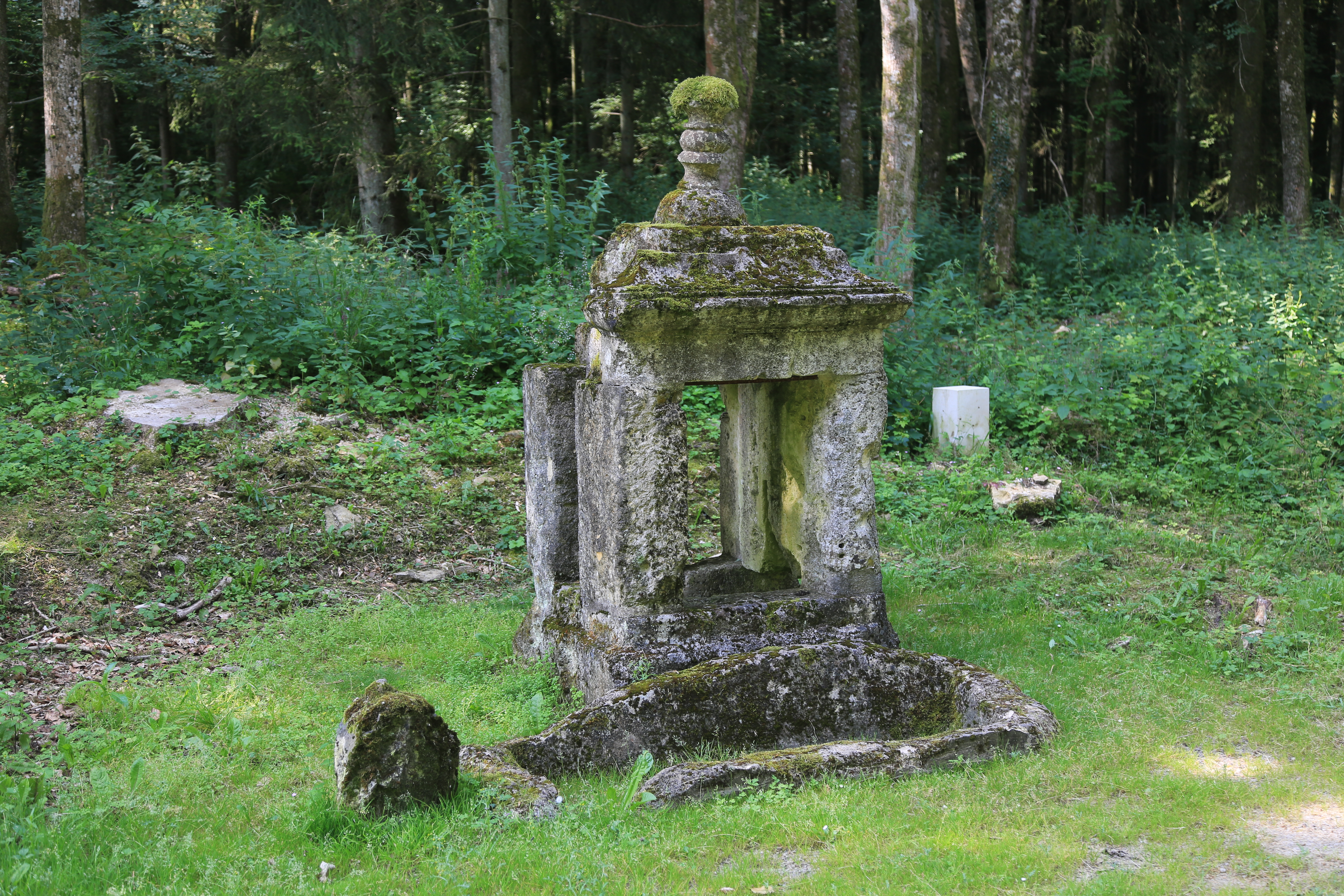
보몽탕베르뒤누아 (인구 0명)

- 가장 인구가 많은 코뮌은 프랑스의 수도이기도 한 파리 시로, 총인구는 2,187,526명 (2017년 기준)이다.[2]
- 인구가 없는 코뮌은 총 여섯 곳이 있다. 프랑스 북동부 뫼즈주에 위치한 이들 코뮌은 제1차 세계 대전 당시 베르됭 전투 과정에서 파괴된 마을들로, "프랑스를 위해 목숨을 바친 마을"이라고 해서 그 희생을 기억하고 증거로 남기기 위해 전후에도 복구가 이뤄지지 않고 다른 코뮌으로 합병되지도 않은 채 그대로 남겨졌다. 비록 주민수은 0명이지만 뫼즈 주지사가 마을 대표 세 명을 임명하고, 이들 마을을 돌아가면서 관할하는 관례는 남아 있다.
  - 보몽탕베르뒤누아
  - 베종보
  - 퀴미에르르모르톰
  - 플뢰리드방두오몽
  - 오몽프레사모뉴
  - 루브몽코트뒤푸아브르
- 위 코뮌들을 제외하고 가장 인구가 적은 코뮌은 다음과 같다.[2]
  - 드롬주의 로슈푸르샤 - 1명 (2017년)
  - 뫼르트에모젤주의 레메닐미트리 - 3명 (2017년)
  - 드롬주의 라바티데퐁, 오드주의 코네트쉬르로케, 알프드오트프로방스주의 마이아스테르 - 4명 (2017년)

### 면적
- 가장 면적이 큰 코뮌은 프랑스령 기아나의 마리파술라 (인구 3,710명)로, 면적은 18,360km2이다.
- 가장 면적이 작은 코뮌은 보르도 인근에 위치한 카스텔모롱달브레 (인구 55명)로, 면적은 35,400m²이다.
- 프랑스 본토에서 가장 면적이 큰 코뮌은 마르세유 인근에 위치한 아를 (인구 50,513명)이며, 이는 론강의 카마르그 삼각주를 관할하기 때문이다. 면적은 약 759km2로 파리 시가지의 8.7배에 달한다.

### 외국어 지명

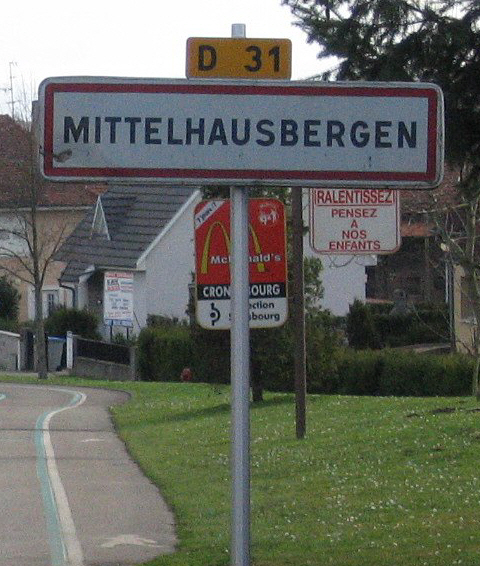
알자스의 미텔하우스베르겐 마을

프랑스어가 아닌 다른 언어를 쓰는 지방의 경우에는 현지어 지명을 프랑스어 철자와 발음대로 옮겨 표기하는 것이 보통이며, 됭케르크 (네덜란드어 'Duinkerke'), 툴루즈 (오크어 'Tolosa'), 스트라스부르 (독일어 'Straßburg'), 페르피냥 (카탈루냐어 'Perpinyà') 등이 대표적인 사례이다. 하지만 작은 마을 규모의 코뮌 중에서는 제 이름을 고스란히 간직한 경우도 있다. 다음은 그 사례 중 일부이다.
- 아메리카 원주민 언어: 쿠루 (Kourou, 인구 19,107명)
- 아르피타니아어: 샤모니 (Chamonix, 인구 9,514명)
- 오스트로네시아어: 쿠아우아 (Kouaoua, 인구 1,586명)
- 바스크어: 아인오아 (Ainhoa, 인구 683명)
- 브르통어: 브레스트 (인구 141,315명)
- 카탈루냐어: 바뉼스델사스프르 (Banyuls-dels-Aspres, 인구 1,007명)
- 코모로어: 음창가무지 (M’Tsangamouji, 인구 5,028명)
- 코르시카어: 칼비 (Calvi, 인구 5,377명)
- 네덜란드어: 스텐보르드 (Steenvoorde, 인구 4,024 명)
- 독일어: 미텔하우스베르겐 (Mittelhausbergen, 인구 1,680명)
- 오크어: 알레스, (Alès, 인구 41,205명)
- 폴리네시아어: 히티아오테라 (Hitiaa O Te Ra, 인구 8,683명)

### 그 외
명칭

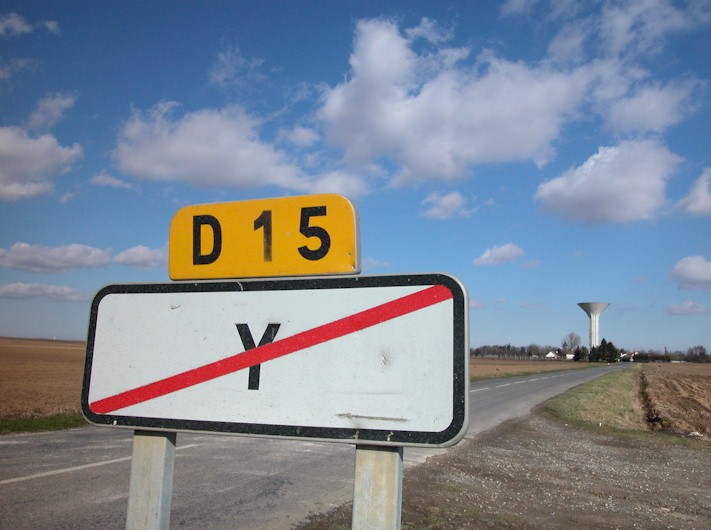
솜주의 이 (Y) 마을 입구에 세워진 도로 표지판

- 가장 이름이 짧은 코뮌은 솜주에 위치한 이 (Y) 마을로, 한 글자다.
- 가장 이름이 긴 코뮌은 알파벳수 기준으로 총 38자로 두 곳이 있다.
  - 마른주의 생레미앙부즈몽생즈네에이송 (Saint-Remy-en-Bouzemont-Saint-Genest-et-Isson)
  - 오트손주의 보죄생발리에르피에리외에키퇴르 (Beaujeu-Saint-Vallier-Pierrejux-et-Quitteur)

수도와의 거리
- 수도 파리에서 가장 멀리 떨어진 코뮌은 남태평양 누벨칼레도니의 릴데팽 (인구 1,840명)으로, 파리 중심부에서 16,841km 떨어진 위치에 자리해 있다.
- 도서지역을 제외하고 프랑스 본토 내에서 가장 멀리 떨어진 코뮌은 스페인 국경에 위치한 쿠스투주 (인구 134명)와 라마네르 (인구 44명)로, 파리 중심부에서 721km 떨어진 위치에 자리해 있다.

## 같이 보기
- 프랑스의 코뮌 목록
- 타운십
- 코무네 - 이탈리아의 자치체
- 코무나 - 칠레의 자치체